# Antonio Rozzi
Antonio Rozzi (Rome, 28 mei 1994) is een Italiaans voetballer die bij voorkeur als aanvaller speelt. Hij stroomde in 2012 door vanuit de jeugd van SS Lazio.

## Clubcarrière
Rozzi speelt sinds zijn vijfde voor SS Lazio. Daarvoor was hij kort aangesloten bij Casal Monastero Calcio en Atletico Roma. Rozzi werd tijdens het seizoen 2011-2012 bij het eerste elftal gehaald. Hij debuteerde op 1 februari 2012 tegen AC Milan. Hij kwam in blessuretijd in voor aanvoerder Tommaso Rocchi. Lazio won de wedstrijd met 2-0 en won zo voor het eerst in 14 jaar van de Milanezen. Op 23 februari 2012 maakte hij zijn Europees debuut tegen Atlético Madrid in de Europa League. Gedurende het seizoen 2012-2013 speelde hij drie wedstrijden mee in de Europa League en wacht hij op zijn eerste speelminuten in de competitie.

## Interlandcarrière
Rozzi kwam reeds uit voor diverse Italiaanse jeugdelftallen. Hij is momenteel actief voor Italië -19.
1 Belman ·
2 López ·
3 García ·
4 Chust ·
5 de la Fuente ·
6 Calderón ·
7 Franchu ·
8 Abou ·
9 Gelabert ·
10 Fidalgo ·
12 Rodríguez ·
13 Altube ·
14 Bravo ·
15 Hernández ·
16 Blanco ·
17 Rodrigo ·
18 Gila ·
19 Reinier ·
20 Park ·
21 Gual ·
22 Baeza ·
23 Martín ·
24 Latasa ·
27 Fuidias ·
Ruiz ·
Coach: Raúl